# Aeroportul Mansa
Aeroportul Mansa (IATA: MNS, ICAO: FLMA) este un aeroport din Provincia Luapula, Zambia, Zambia ce deservește zona Mansa. A fost numit după zona deservită.
Situat la o altitudine de 1.382 m, aeroportul dispune de o singură pistă.